# Batteria di flusso

Schema di funzionamento di una batteria a flussi di vanadio

Una batteria di flusso è un tipo di batteria ricaricabile, in cui elettroliti contenenti una o più sostanze elettroattive disciolte fluiscono attraverso una cella elettrochimica che converte l'energia chimica direttamente in energia elettrica. Gli elettroliti sono stoccati esternamente, generalmente in vasche e vengono pompati attraverso la cella (o celle) del reattore, sono presenti anche sistemi basati sulla forza di gravità. Le batterie di flusso possono essere "ricaricate" rapidamente sostituendo l'elettrolita liquido (come riempire il serbatoio dell'auto con motore a combustione interna) mentre simultaneamente si recupera il materiale esausto per poter essere ri-energizzato.

## Descrizione
Tenendo conto delle definizioni date in precedenza si può definire una batteria di flusso come un tipo speciale di batteria ricaricabile in cui la dissoluzione di fluidi elettroattivi nell'elettrolito e lo stoccaggio esterno dei reagenti permettono l'impostazione dei parametri elettrici. Inoltre essendo i reagenti stoccati all'esterno si evitano fenomeni di autoscarica che sono presenti nei sistemi di batterie di primo o secondo grado.
Nei primi anni del ventunesimo secolo questo tipo di batterie è stato oggetto di studio; un risultato di questi studi (ancora in corso) è stata la "Batteria di flusso semi-solido" dove gli elettroliti negativi e positivi sono presenti come particelle in un unico liquido. Il primo produttore d'auto ad utilizzare queste batterie come fonte energetica è Nano Flowcell AG: la e-Sportlimousine ha ottenuto il luglio 2014 la certificazione per circolare sulle strade pubbliche europee.

## Distinzione dalle celle a combustibile
Le celle a combustibile sono dispositivi atti alla conversione elettrochimica in energia elettrica in cui un combustibile e un ossidante (da cui il suffisso redox che deriva da reduction - oxidation) reagiscono scambiandosi elettroni all'anodo e catodo della cella, separati da una membrana che permette lo scambio di ioni. Questi dispositivi non sono soggetti alla limitazione per motori termici di Carnot e in linea teorica possono generare elettricità finché vengono forniti di combustibile e ossidante. Esse differiscono dalle batterie perché in una batteria la densità di energia è limitata dalla capacità d'immagazinamento del fluido, mentre le celle a combustibile, essendo rifornite esternamente, permettono la regolazione della potenza e dei parametri elettrici.
L'elettrolito in una cella a combustibile rimane sempre all'interno del reattore (sotto forma di una membrana che permette lo scambio di ioni, ad esempio). Quello che fluisce nel reattore sono solo sostanze chimiche elettroattive, che non conducono l'elettricità (idrogeno, metanolo, ossigeno, ecc), a differenza delle batterie di flusso, in cui almeno alcuni degli elettroliti (generalmente i maggiori in termini di peso e volume) fluiscono attraverso il reattore.
Le batterie di flusso si distinguono dalle celle a combustibile anche in quanto la reazione chimica indotta spesso è reversibile, ad esempio sono generalmente batterie di secondo tipo che possono essere ricaricate senza sostituire il materiale elettroattivo. Un altro importante aspetto nelle batterie di flusso redox è che la potenza e la densità energetica delle batterie sono indipendenti l'uno dall'altro, in contrasto con le batterie ricaricabili di secondo tipo.
Ad aumentare la confusione l'Organizzazione europea dei Brevetti classifica le celle di flusso redox (H01M8/18C4) come una sottoclasse di celle a combustibile rigenerative (H01M8/18).

## Classi di batterie di flusso
Esistono varie classi di batterie di flusso tra cui la redox (ossidoriduzione), in cui tutti i componenti elettroattivi vengono disciolti nel elettrolito. Se uno o più componenti elettroattivi è depositato in uno strato solido il sistema prende il nome di Batteria di flusso ibrida.. La principale differenza tra questi due tipi di batterie di flusso è che l'energia della batteria di flusso redox può essere determinata ed è pienamente indipendente dalla potenza della batteria, perché l'energia è dipendente dalla capacità dei serbatoi e dalla dimensione del reattore. La batteria a flusso ibrida, similmente ad una batteria tradizionale,  è energeticamente limitata dalla quantità di materiale solido presente al suo interno. In termini pratici questo significa che il tempo di scarica della batteria a flusso redox può essere variato, a seconda della richiesta, da diversi minuti a molti giorni, mentre una batteria a flusso ibrida tipicamente può durare da pochi minuti a poche ore.
Un altro tipo di batteria di flusso è la cella a combustibile redox Questa possiede un reattore convenzionale di batteria di flusso, che opera solamente per produrre elettricità. La ricarica avviene attraverso la riduzione del elettrolita negativo usando un combustibile (ad esempio l'idrogeno) e l'ossidazione del elettrolita positivo utilizzando un ossidante (tipicamente l'ossigeno o l'aria).
Esempi di batterie redox sono la batteria redox al vanadio, batteria a polisolfuro di bromuro (Regenesys), e la batteria redox all'uranio.. Tra le batterie di flusso ibride si possono trovare la batteria di flusso zinco-bromo, cerio-zinco e tutte le batterie di flusso a base di piombo. Le celle a combustibile redox sono commercialmente meno diffuse anche se molti sistemi sono stati proposti.
In questa categoria può essere inserita anche la batteria a flusso protonico sviluppata dal ricercatore Australiano Dr. Andrews .

## Vantaggi e Svantaggi
Le batterie di flusso Redox, e in misura minore, le batterie di flusso ibrido, hanno il vantaggio di avere un layout flessibile (a causa della separazione dei componenti di potenza e dei componenti di energia), ciclo di vita lungo, tempi di risposta rapida (in comune con quasi tutte le batterie), non hanno bisogno di livellare la carica e non assenti le emissioni nocive (in comune con quasi tutte le batterie). Alcuni tipi hanno un sistema semplice per la determinazione della carica residua, bassa manutenzione e tolleranza al sovraccarico/sovrascarico.
D'altra parte gli svantaggi sono che le batterie di flusso sono molto più complicate delle batterie standard visto che possono richiedere l'utilizzo di pompe, sensori, unità di controllo e vasche di contenimento secondarie. La densità energetica varia considerevolmente ma è in genere molto più bassa rispetto alle batterie portatili come le Li-ion.
Tuttavia in applicazioni stazionarie questo parametro non è fondamentale.

## Applicazioni
Le batterie di flusso vengono impiegate per applicazioni immobili con richiesta energetica tra 1kWh e molti MWh. Queste vengono impiegate per livellare il carico della rete, dove la batteria viene impiegata per accumulare durante la notte energia a basso costo e reintrodurla nella rete quando è più costosa, ma anche per accumulare energia da fonti rinnovabili come l'energia solare e quella eolica per poi fornirla durante i periodi di picco della richiesta di energia.
Dato che le batterie di flusso possono essere ricaricate velocemente sostituendo l'elettrolito, sono già utilizzate da alcuni produttori per l'impiego nei veicoli elettrici (ad oggi solo Nano Flowcell AG le adotta), e l'uso delle batterie di flusso redox al vanadio per livellare il carico della rete risulta promettente per l'impiego nei parchi eolici.
Un altro potenziale delle batterie di flusso sta nel fatto che tutte le celle utilizzano lo stesso elettrolita/i. Pertanto, gli elettrolita/i possono essere ricaricati usando un dato numero di celle e scaricati usandone un altro e non solo mediante l'uso di energia elettrica ma anche mediante l'uso diretto di semiconduttori dispersi negli elettroliti e capaci di convertire l'energia radiante (spettro del visibile, infrarosso, ultravioletto e radiazioni ionizzanti) in energia elettrochimica prima e in energia elettrica poi.
Dato che la Tensione elettrica della batteria è proporzionale al numero di celle che essa utilizza può essere impiegata come un potente Convertitore DC-DC. Inoltre, se il numero di celle impiegato varia in continuazione (sia in ingresso e/o uscita), la conversione di energia elettrica può essere AC/DC, AC/AC, o DC/AC con la frequenza limitata da quella dei componenti di commutazione.